# Соснина-1
Сосни́на-1 — ботанічна пам'ятка природи місцевого значення в Україні. Об'єкт розташований на території Ковельського району Волинської області, на північ від села Скулин. 
Площа 8 га. Статус присвоєно згідно з рішенням Волинської обласної ради від 03.03.1993 року № 18-р. Перебуває у віданні філії «Ковельське лісове господарство», Скулинське лісництво, кв. 25, вид. 54. 
Статус присвоєно для збереження частини лісового масиву з високобонітетними насадженнями сосни звичайної віком 95 років із домішкою акації білої.

## Галерея

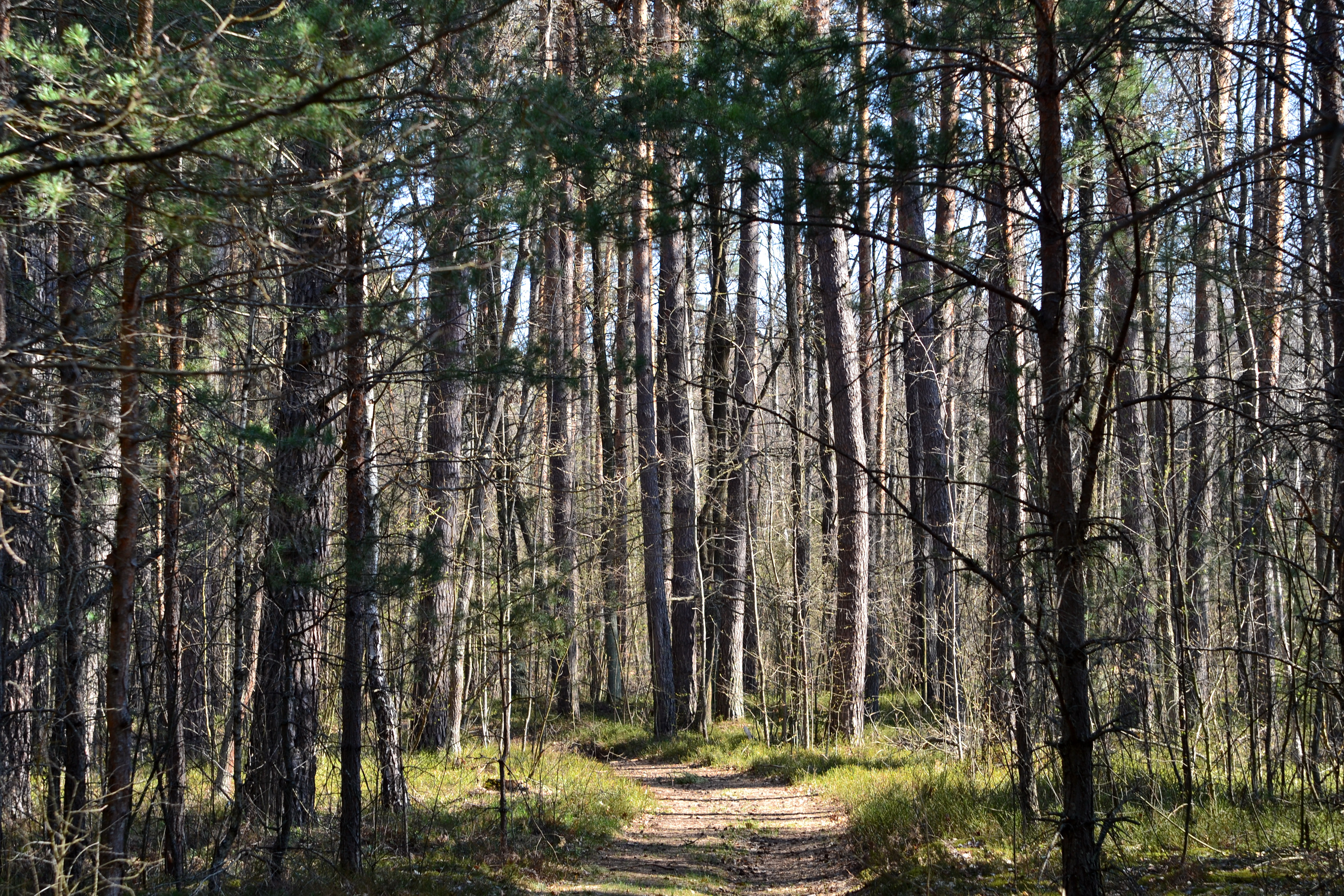
Сосна звичайна
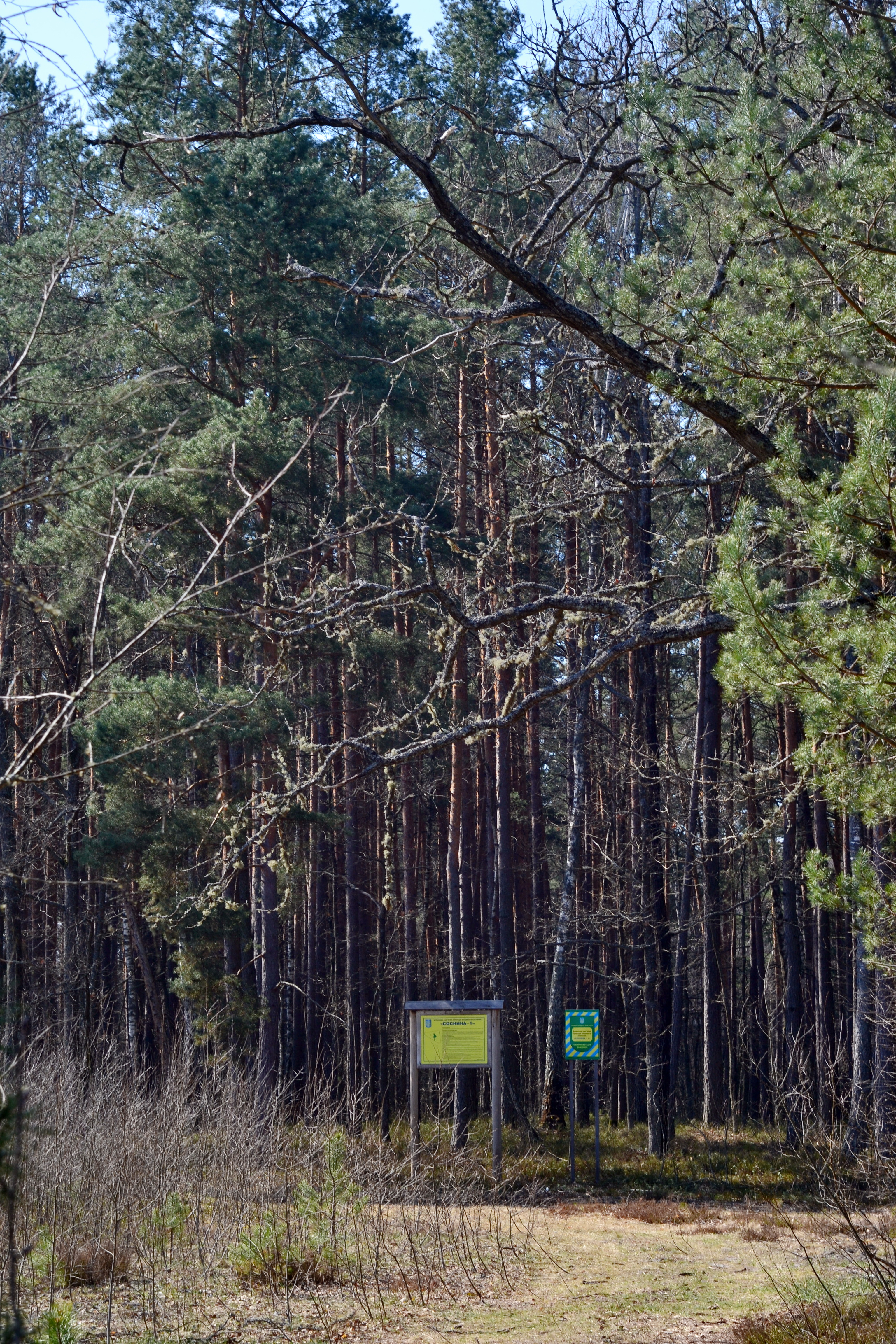
Загальний вигляд
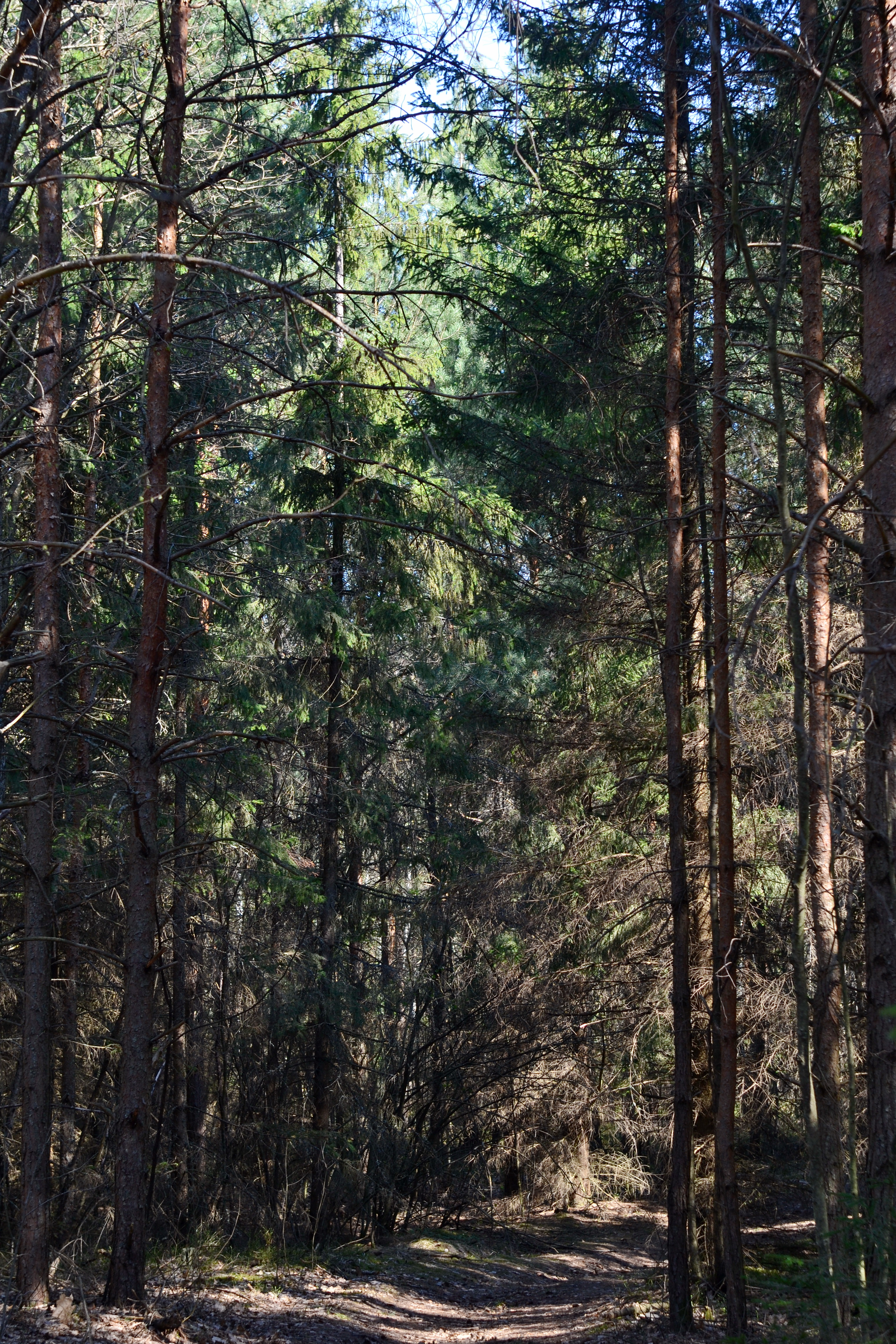
Молодий ліс
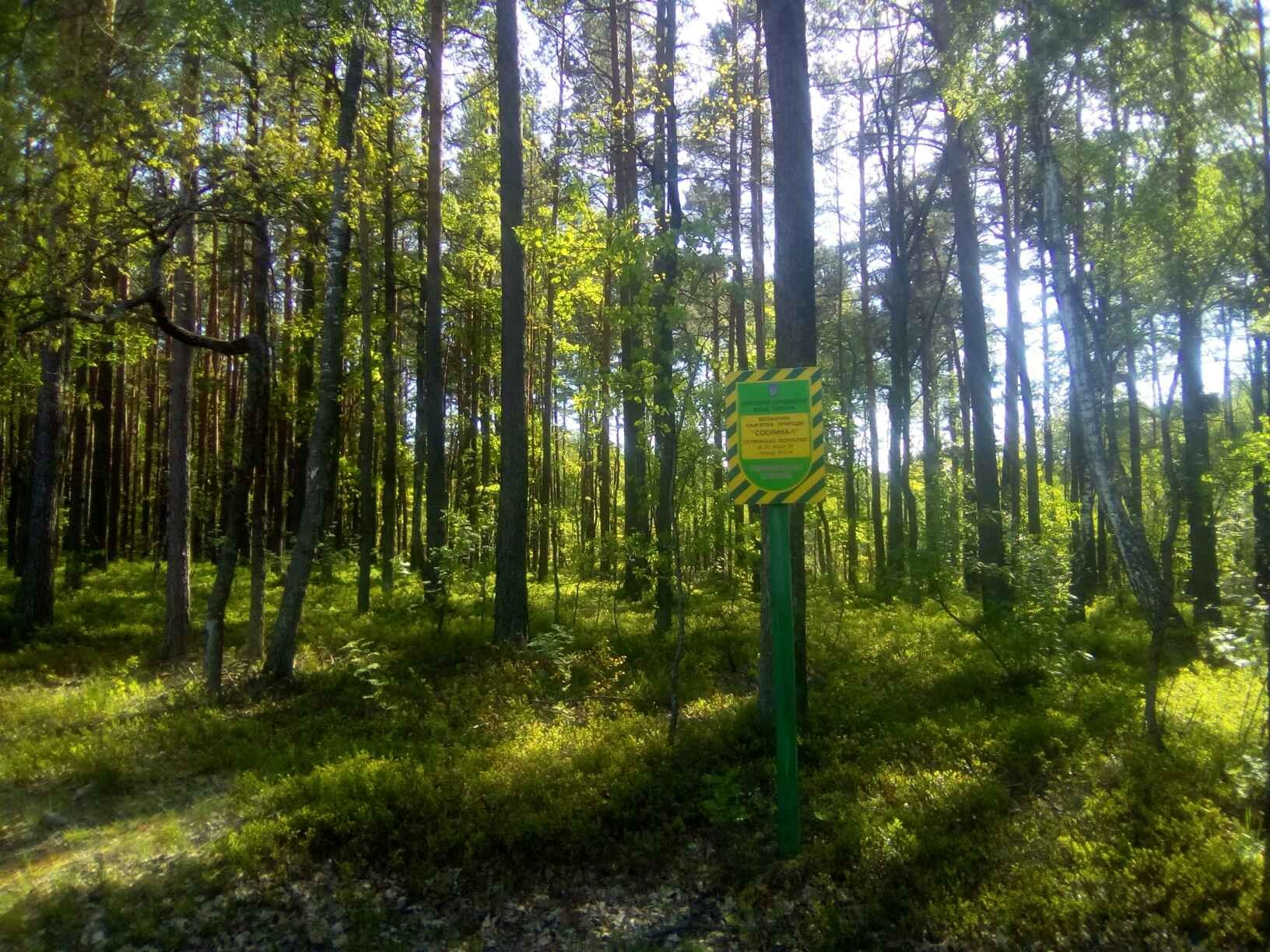
Охоронна дошка